# Schoettella
Genre
Schoettella est un genre de collemboles de la famille des Hypogastruridae.

## Liste des espèces
Selon Checklist of the Collembola of the World (version du 13 novembre 2019) :
- Schoettella (Schoettella) Schäffer, 1896
  - Schoettella alba Folsom, 1932
  - Schoettella andina Dìaz & Palacios-Vargas, 1983
  - Schoettella celiae Fernandes & de Mendonça, 1998
  - Schoettella distincta (Denis, 1931)
  - Schoettella glasgowi (Folsom, 1916)
  - Schoettella janiae Palacios-Vargas, 1979
  - Schoettella neomexicana (Scott, 1961)
  - Schoettella novajaniae Palacios-Vargas & Castaño-Meneses, 1998
  - Schoettella tristani (Denis, 1931)
  - Schoettella ununguiculata (Tullberg, 1869)
- Schoettella (Knowltonella) Wray, 1958
  - Schoettella idahoensis (Wray, 1958)

## Publication originale
- Schäffer, 1896 : Die Collembolen der Umgebung von Hamburg und benachbarter Gebiete. Mitteilungen aus dem Naturhistorischen Museum in Hamburg, vol. 13, p. 149–216 (texte intégral).